# Polythlipta peragrata
Polythlipta peragrata là một loài bướm đêm trong họ Crambidae.